# Ézy-sur-Eure
Ézy-sur-Eure est une commune française située dans le département de l'Eure en région Normandie.

## Géographie

### Localisation
La commune d'Ezy-sur-Eure est située dans la vallée de l'Eure à environ 30 km au sud-est d'Évreux dans le département de l'Eure dans l'ouest de la Normandie. Paris est à 75 km.
L'Eure, qui coule à Ezy en direction du nord-est, est encaissée dans une zone de plateaux qui s'abaisse en pente assez régulière depuis le sud-ouest (171 m) vers le nord et l'est (entre 130 et 135 m).
La majeure partie de la commune se situe dans la vallée et repose sur des alluvions récentes qui correspondent à des dépôts de débordement ou de fin de crue, elles-mêmes reposant sur des alluvions anciennes composées de galets siliceux dans une matrice argilo-sableuse riche en fer.
| Mouettes | La Couture-Boussey     | Ivry-la-Bataille    |
| Mouettes | Ezy-sur-Eure           | Reuilly             |
| Croth    | Saussay (Eure-et-Loir) | Anet (Eure-et-Loir) |

### Boisement
Un seul aquifère est bien connu dans la région : il s'agit celui de la craie du Crétacé supérieur dont la puissance maximum est de l'ordre de 250 à 300 mètres. La nappe phréatique est située à moins de deux mètres de profondeur.
La couverture végétale de la région d'Ezy est constituée de groupements riches en espèces calcicoles qui tendent vers un stade forestier final à chêne pubescent et à hêtre commun dans les zones à faible relief et reste au stade herbacé ou arbustif lorsque le relief est plus accentué. Compte tenu des conditions géologiques et climatiques favorables, cette région constitue un biotope où subsiste l'un des principaux foyers de peuplement de type méridional du bassin parisien occidental.
On trouve à Ezy, au lieu-dit « la Côte Blanche », des végétations très rares : quatre espèces d'orchidées déjà protégées par arrêté du 3 avril 1990 et une multitude d'autres espèces dont font partie, en particulier, la scorsonère d'Autriche et l'alisier de Fontainebleau.

### Hydrographie
La commune est située dans le bassin Seine-Normandie. Elle est drainée par l'Eure et divers autres petits cours d'eau,.
L'Eure, un canal, chenal et cours d'eau naturel non navigable d'une longueur de 229 km, prend sa source dans la commune de Longny les Villages et se jette  dans la Seine à Saint-Pierre-lès-Elbeuf, après avoir traversé 91 communes.

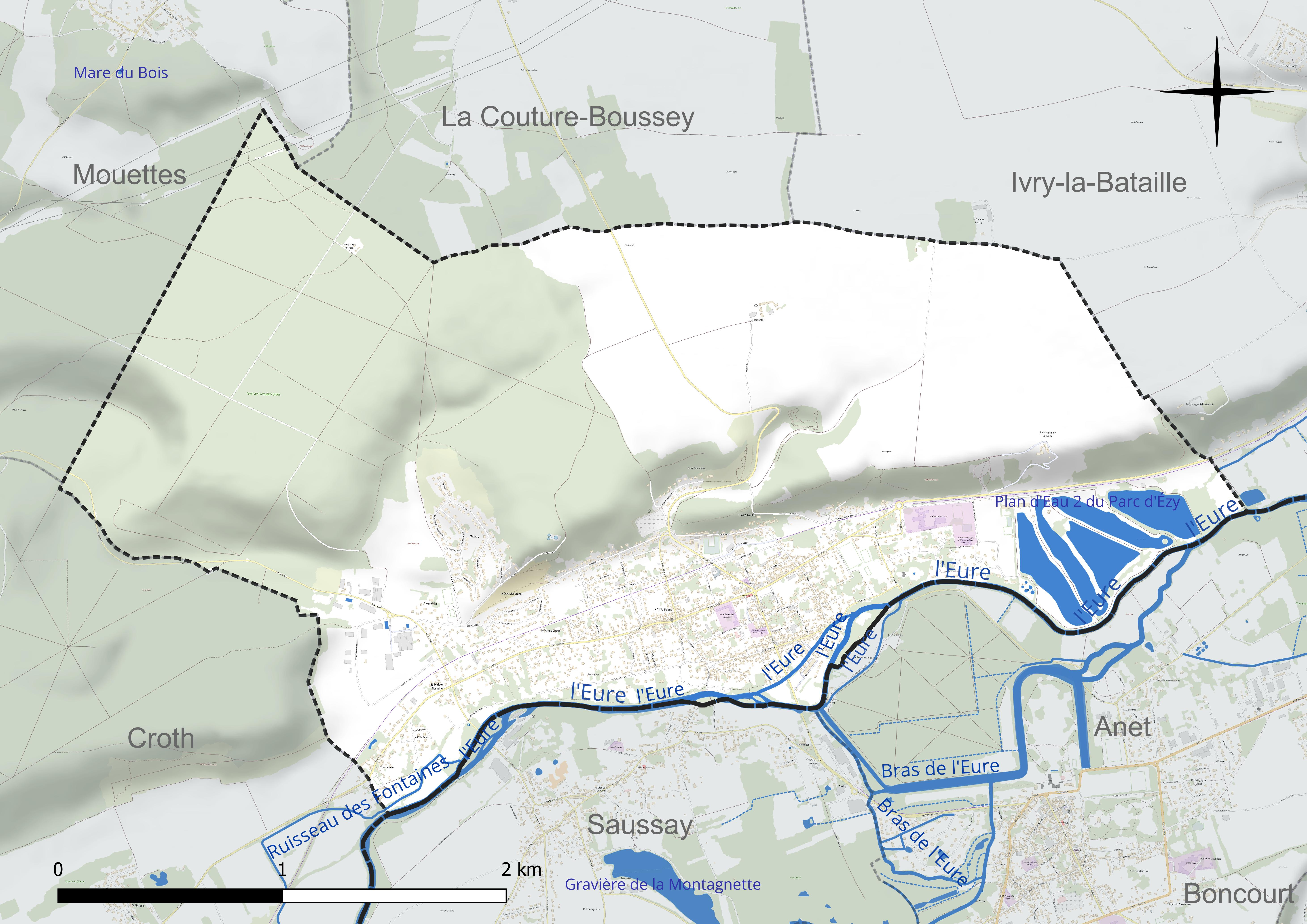
Réseau hydrographique d'Ézy-sur-Eure.

Deux plans d'eau complètent le réseau hydrographique : le plan d'eau 1 du Parc d'ézy (17,5 ha) et le plan d'eau 2 du Parc d'ézy (5,4 ha),.

### Climat
Pour des articles plus généraux, voir Climat de la Normandie et Climat de l'Eure.
En 2010, le climat de la commune est de type climat océanique dégradé des plaines du Centre et du Nord, selon une étude du CNRS s'appuyant sur une série de données couvrant la période 1971-2000. En 2020, Météo-France publie une typologie des climats de la France métropolitaine dans laquelle la commune est exposée à un climat océanique et est dans la région climatique  Sud-ouest du bassin Parisien, caractérisée par une faible pluviométrie, notamment au printemps (120 à 150 mm) et un hiver froid (3,5 °C). Parallèlement le GIEC normand, un groupe régional d’experts sur le climat, différencie quant à lui, dans une étude de 2020, trois grands types de climats pour la région Normandie, nuancés à une échelle plus fine par les facteurs géographiques locaux. La commune est, selon ce zonage, exposée à un « climat des plateaux abrités », correspondant aux plaines agricoles de l’Eure, avec une pluviométrie beaucoup plus faible que dans la plaine de Caen en raison du double effet d’abri provoqué par les collines du Bocage normand et par celles qui s’étendent sur un axe du Pays d'Auge au Perche.
Pour la période 1971-2000, la température annuelle moyenne est de 10,8 °C, avec  une amplitude thermique annuelle de 14,2 °C. Le cumul annuel moyen de précipitations est de 657 mm, avec 10,9 jours de précipitations en janvier et 8,2 jours en juillet. Pour la période 1991-2020, la température moyenne annuelle observée sur la station météorologique la plus proche, située sur la commune de Bû à 9 km à vol d'oiseau, est de 11,4 °C et le cumul annuel moyen de précipitations est de 633,2 mm,. Pour l'avenir, les paramètres climatiques de la commune estimés pour 2050 selon différents scénarios d’émission de gaz à effet de serre sont consultables sur un site dédié publié par Météo-France en novembre 2022.

## Urbanisme

### Typologie
Au 1er janvier 2024, Ézy-sur-Eure est catégorisée petite ville, selon la nouvelle grille communale de densité à 7 niveaux définie par l'Insee en 2022.
Elle appartient à l'unité urbaine d'Ézy-sur-Eure, une agglomération inter-régionale dont elle est ville-centre,. Par ailleurs la commune fait partie de l'aire d'attraction de Paris, dont elle est une commune de la couronne,.

### Occupation des sols
L'occupation des sols de la commune, telle qu'elle ressort de la base de données européenne d’occupation biophysique des sols Corine Land Cover (CLC), est marquée par l'importance des forêts et milieux semi-naturels (36,9 % en 2018), en diminution par rapport à 1990 (39,8 %). La répartition détaillée en 2018 est la suivante : 
forêts (36,9 %), terres arables (29,8 %), zones urbanisées (27 %), eaux continentales (3,7 %), prairies (2,4 %), zones agricoles hétérogènes (0,2 %). L'évolution de l’occupation des sols de la commune et de ses infrastructures peut être observée sur les différentes représentations cartographiques du territoire : la carte de Cassini (XVIIIe siècle), la carte d'état-major (1820-1866) et les cartes ou photos aériennes de l'IGN pour la période actuelle (1950 à aujourd'hui).

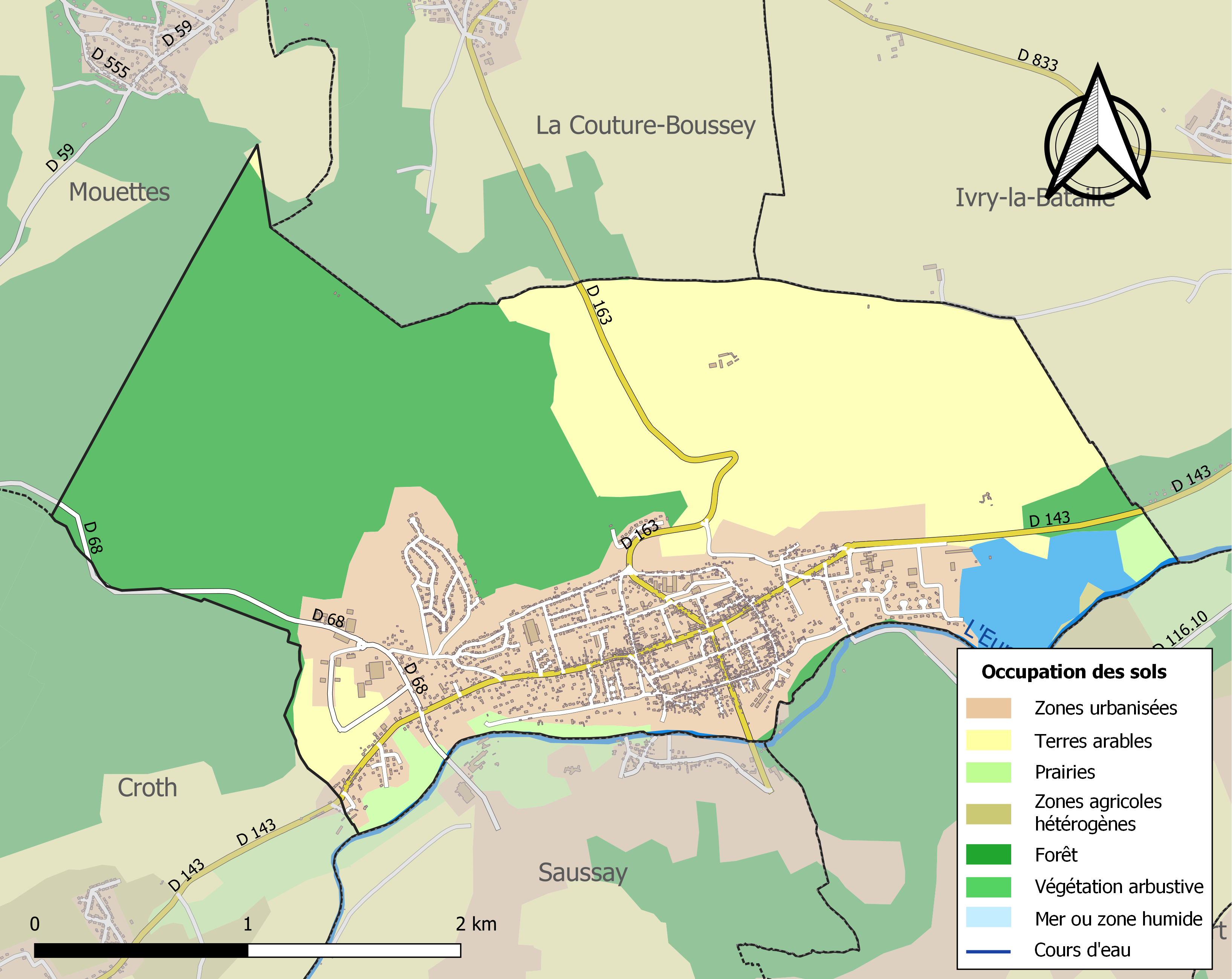
Carte des infrastructures et de l'occupation des sols de la commune en 2018 (CLC).

## Toponymie
Le nom de la localité est attesté sous la forme Aisiaco entre 1023 et 1033.
Le nom d'Ezy viendrait de Aisiacum ou Asiacum,, archétype gallo-roman composé du nom d'un propriétaire gallo-romain *Asius et du suffixe bien connu -acum. Le nom de personne non attesté Asius ne semble pas avoir eu de diffusion ailleurs qu'au nord de la Gaule et on le retrouve dans les noms de communes homonymes Aizier, Azay, Azé, etc.
L'Eure est une rivière qui prend sa source dans la région naturelle du Perche et qui coule dans les départements de l'Orne, d'Eure-et-Loir, de l'Eure et de la Seine-Maritime.

## Histoire
D'une altitude de 124 mètres, la Butte d'Ézy, appelée aujourd'hui « la Butte à Cochon » — du nom d'un ancien commis de la forêt de Dreux, François Cochon, devenu conservateur des Eaux et Forêts de la famille d'Orléans, qui employa les dernières années de son existence (1880/1890) à planter avec persévérance plus de 80 000 sapins en ce lieu —, était un point stratégique et un excellent point d'observation de la voie romaine Lutèce-Ebrovicus (Paris-Évreux). Une redoute y était installée à l'époque féodale.
Autres témoins de l'ancien Ezy : les caves creusées dans le calcaire marneux de la colline au XVIIIe siècle pour y entreposer le vin et échapper ainsi à l'octroi. Ces caves furent aussi habitées par une population hétéroclite de 1876 à 1914.
Il ne faut pas oublier la fontaine de Saint-Germain-la-Truite et sa légende : saint Germain, de passage à Ezy, aurait rendu sa main dévorée par une truite, à une jeune fille. Un pèlerinage y avait lieu chaque année le 15 août jusqu'au début du XXe siècle. Même notre grand fabuliste Jean de La Fontaine y vint avec monseigneur de Vendôme car les eaux de la fontaine de Saint-Germain étaient réputées pour guérir certaines maladies.

### Histoire du grand hyver (1709)
Ce texte et les suivants sont le témoignage vécu par l'abbé Le Mercier, curé d'Ezy.

« Il commença le 6e de janvier de l’année 1709 jour des Rois. La veille il plut et le jour des Rois la gelée fut prodigieuse. Elle continua de plus en plus jusques au 28 du mois ; ensorte qu’il n’estoit point d’homme sur terre qui en eut veu une semblable, ny entendu parler, ny leu dans l’histoire. Il geloit jusques au coin du feu et le vin auprex du feu ne dégeloit qu’apeine.
La rivierre prit de plus d’un pied d’épaix. On coupoit la glace avec des cognées et autres instrumens pour faire aller un des deux moulins, et les glaçons qu’on en tiroit estoient comme des pierres de tailles. Les neiges estoient aussy prodigieuses que la gelée. Il y en avoit jusques aux genoux également.
Cette gelée fut si forte que les chènes de 40 ans fendoient par le milieu du tronc en deux ou trois, on les entendoit dans le vieil parc et dans la forest faire du bruit en s’ouvrant comme des pétars et après la gelée tous se refermèrent. Il n’y eut point de cave si profonde ou la gelée ne pénétrat. La plupart des cidrex furent perdus dans les céliers.
Les volailles tomboient mortes dans leurs pouliers, les bestes dans leurs tanierres et les hommes avoient bien de la peine à s’échaufer surtout la nuit, plusieurs brulèrent icy leur lin pour les échauffer. On trouvoit les poules d’eau mortes le long des rives de la rivierre. Les ramiers au pied des arbres, tout le gibier presque mort sur la terre dans les terriers. Il resta fort peu de lapins, encore moins de lièvres et très peu de perdrix. On leur fesoit donner à manger, mais les corneilles le ravissoient. On prenoit les lièvres a la main, qui n’avoient pas la force de courir.
Tout le gibier estoit si maigre qu’il ne valoit pas le manger. On ne voyoit plus d’oyseaux et on n’entendit guères au printemx. Jamais on ne vit tant d’oyseaux étrangers sur la rivierre si extraordinaires ny si beaux, entr’autres des jacobins qui sont blancs par le corps avec un collier si noir et la teste de toutes couleurs.
Monseigneur de Vandôme et tous ses gens tiroient sans cesse sur la riverre. Mais son Altesse alloit de temx en temx se chaufer aux cordeliers. Cette gelé frapa beaucoup la vieillesse des animaux et des arbres, mais épargna un peu la jeunesse. Il ne resta presque poin de vieils arbres surtout de ceux qui sont tendres. Pour dire une messe basse il falloit deux réchaux : un proche du calice et l’autre des burettes, de l’eau bien chaude pour faire l’eau bénite. Nous ne disions plus de hautes messes ; j’ay veu tous mes paroissiens a l’Eglise ayant tous les cheveux et la barbe toutes blanches de leurs haleines, qui glaçoient en sortant de leurs bouches. Le 28 de janvier il commença a dégeler. Le dégel continua tout doucement jusques au 18 de février.
Alors, il arriva un meurtre a Evreux qui remplit tout le pays d’horreur, tout le royaume et même la Cour de Rome. »

### Meurtre de la prieure Geneviève Férard de Montreuil
« C'estoit en la personne de Dame Geneviève Férard de Montreuil Religieuse prieure de l'Abbaye de St Sauveur. Elle estoit âgée de 72 ans et en avoit 60 de couvent. En qualité de Prieure, elle gardoit l'argent qui fut le sujet de sa mort. Elle fut poignardée la nuit du 4 au 5 de février a coup de stilet a 3 quarrés, elle en avoit receu 18 coups et selon d'autres 22, d'une main pendant que de l'autre on l'étouffoit crainte qu'elle ne fit du bruit. Claude Le François Diacre originaire de la dite ville paroisse de St Pierre, fils d'une veuve boulangère, neveu de seur Suzanne Noël qui gouvernoit l'esprit de Madame, accusé de ce crime fut arresté a Parix en habit de cavalier. Ce malheureux estoit favorisé de Madame à cause de sa tante, avoit déjà une fois volé l'argenterie de la maison sans qu'elles en pensent rien. Madame le nourrissoit et faisoit étudier. Sous ce prétexte il hantoit beaucoup l'Abbaye. Dame Magdelène de Nolens de Limbeuf Religieuse en ladite Abbaye, âgée de 40 ans environ trouva le moyen de l'attirer et après lui avoir donné des marques de l'amour qu'elle avoit pour luy, luy inspira le pernicieux dessein d'assassiner la Dame prieure pour avoir son argent montant a quinze cent livres, pour s'en aller ensemble a Genève. Elle luy dit qu'il y avoit une échelle dans le couvent qu'il apporteroit avis avis de la fenêtre… il conoissoit la chambre parce qu'il y avoit esté plusieurs fois en habit de Religieuse selon les monitoires. La Dame de Limbeuf avoit gagné la seur Du Hamel qui avoit laissé ouverte la chambre de la prieure. Le Dit Le François averti de tout cela entre dans ladite Abbaye, se rend a la chambre de la Dame de Limbeuf qui le mène a cele de la prieure. Il y avoit déjà esté 14 jours auparavant mais a dessein seullement de la voler, mais comme elle le vit il se retira pour cette foix. Ils résolurent de la poignarder avant de la voler, ce qu'ils firent. On prétend que le sieur Le François la tenoit a la gorge pendant que la Dame de Limbeuf la poignardoit, parce qu'il avoit un coup de stilet dans la main qui ne pût jamais justifier ny dire ou il avoit pris tant d'argent. Il fut ramené de Parix a Evreux les fers aux pieds et aux mains ; quelque tems après la Dame de Limbeuf y fut mise en prison avec luy et seur Du Hamel. Cette seur y mourut de chagrin.
Le sieur Le François diacre atteint et convaincu fut condamné à avoir tous les membres cassés devant la porte de dite Abbaye et la Dame de Limbeuf déchargée de l'accusation et crime par sentence du Bailliage d'Evreux du vendredi 24e de janvier 1710. Les Bourgeois de la ville gardoient la prison, mais après le jugement les criminels furent conduits a Rouën par une compagnie de dragon ou le jugement dudit Le François fut confirmé et celui de la Dame de Limbeuf cassé. Le Dit Le François eust les os cassés le 3 d’Avril a Rouën et la Dame de Limbeuf Religieuse fut décollée 8 jours après. Sans Monseigneur de Vandôme elle auroit esté pendue. 
L'Intendant et le Gouvernement de Rouën assistèrent au jugement avec le Parlement qui tint depuis 4 heures de relevée jusques a 4 heures du matin le 2 en venant par le 3 d'Avril.
La même année le couvent des ursulines de la ville d'Evreux si fameux par ses richesses tomba dans la mendicité. 
Je reviens a mon histoire que j'ay interrompue au 18 de février 1709. Ce jour-là la gelée recommença aussy fort qu'auparavant surtout depuis le 18 jusques au 23. D'ou vent et d'ou rible qui coupient le visage. Ce rible découvrit les terres et les vignes sur lesquelles il y avoit un bon pied de nèges et porta toutes les neiges dans les fonds et dans les rays. La terre ainsy découverte après la fonte des premierres nèges, poin la gelée, ensorte que tous les bleds du Royaume et presque de toute l'Europe furent perdus a la réserve des rays en certains endroits après le 23. Le vent et le rible tombèrent mais la gelée continua jusques au 3e de mars après quoyvint le dégel.
Alors on commença a tailler les arbres. Tous les vieils se trouvèrent morts et dans les jeunes l'écorce parut verte et le bois noir. Ils repoussèrent tous à cette sève ; mais a la seve d'Aoust une partie se fanèrent et au printems suivant il en mourut un tiers et beaucoup d'autres pendant l'esté et l'automne. La plupart des vignes furent gelées. Il y en eust un tiers qui ne repoussa point et l'autre tiers qui repoussa dans la souche… Les bourgeons qui se trouvèrent sous la neige donnèrent du vin, mais il en fut très peu, parce que le vent avoit tout découvert dans tout le vignoble d'Ezi, il y en eust que trois a 4 pièces. L'année suivante il n'en fut pas d'avantage a Ezi ; mais il en fut un peu plus sur la rivierre de Seine. Néanmoins le vin fut rare pendant trois ans. La 1e année fut gelée le 29 de may ; mais il en estoit beaucoup de vieil. La 2e fut gelée par le grand hyver dont je fais l'histoire et la 3e manqua parce que le jeune bois qui avoit poussé dans la souche n'estoit pas propre à faire du frais, outre que nous eûmes la gelée au commencement de may qui gela plus des 2 tiers des bourgeons. Le cidre devint rare aussy. Le vin valut jusques a 300 sols------, la queüe et le cidre 140 sols------le tonneau. On fut contraint de faire de la bierre mais on ne s'y accoutumoit guères en ce pays.
Cependant les bleds faisoient toujours grand bruit. Les uns vouloient qu'ils fussent gelés et les autres soutenoient que non. Il y eust une défence même de la part de Roy de les relabourer ; il y en eust qui le firent en cachette pour ressemer du seigle ou du meteil qu'ils épièrent mais il n'eust rien dans l'épy, en un mot les grains ne vinrent point en maturité. Depuis le commencement de mars jusques à la fin de la dite année 1709 les grains poussèrent mais doucement. Le meilleur bled ne payoit pas 30 sols a paques ; mais sitôt que les bleds ne donnèrent plus d’espérance il haussa a tous les marchés si fort qu'au mois d’Aoust il valoit 82 sols------ le septier jusques a 85 sols------le plus beau. L'orge monta jusques a 45 sols------ le septier et même jusques a 50 sols------. Je donnay toute la mienne que j'avois encore pour ensemencer la paroisse a crédit et a 30 sols------ le septier ce qui en produisit beaucoup dans la paroisse car les bleds gelés estoient a Coutumel la plus grosse saison. On fit des rôles pour nourrir les pauvres en conséquence des arrests des Parlemens. On payoit un sol pour livre des deux tiers de son revenu, l'autre estoit exempt. Les portions congruës exemptes et les hopitaux. Monseigneur de Vandôme paya 60 sols------ pour les pauvres d’icy pour les 2 tiers des 1800 sols------ de rente.
Alors le pain de son fût fort commun, tous les pauvres en vivoient ; on le fesoit remoudre auparavant et cette remouture estoit encore fort chère. On faisoit aussy du pain d'avoine. Monseigneur de Vandôme, celuy qu'on appelle Louïs Joseph, qui avoit fait tant de beaux exploits en Italie, estoit alors retiré a Anet pendant qu’on prenoit toutes nos frontières. Son Altesse fort touchée de la misère des pauvres fit faire du pain d'avoine pour en gouter et voir si on en pouvoit vivre ; celuy la estoit passable, j'en goutay ; mais celuy des pauvres gens étrangloit tant il estoit rude et amer ; j'en goutay exprez ; a chaque bouchée il falloit un coup d'eau pour le faire passer. Il estoit impossible d'en manger sans beurre ou fromage ; pour rendre ce grain un peu bon il ne falloit tirer qu'une quarte de farine sur un minot de grain et alors il revenoit a aussy cher que celuy d'orge. La plupart se voient plustot morts que d'en manger. On en essaya de toutes manières et il ne s'en trouva point de bon. Le pain de sarrazin estoit meilleur. Il tiroit sur le verd d'ou bis verd, mais on ne le goutoit guère plus que celuy d’avoine. On en fit beaucoup. »

### L'inondation de 1711
« Le Mardy Gras de ladite année 1711, 17e de février, il vint un dégel tout à coup qui causa une grosse eau si grande, depuis quatre heures après-midy jusques à 10 heures du soir, que l’on n’eust pas seulement le temps de tirer la viande du pot pour s’enfuïr. La plupart laissèrent les marmites à la crémaillée et ne soupèrent point. On emporta du feu dans les chaudrons et l’on l’y conserva. Chacun se retira dans les greniers, sans lesquels tout auroit péri. On monta les vaches jusques dans les greniers et les chevaux aussy dans quelques maisons. Ce n’estait qu’une mer jusques au pied de la côte et dans les rues, des torrens d’eau si rapides que l’on n’osait pas y présenter de bateau. Dans la rue Deschamps, on y mit un bateau par nécessité pour sauver les vaches, mais il falloit bien du monde pour le conduire. L’eau battoit dans la grande rue à un demi-pied de la barbe des murs. On fut contraint d’ouvrir toutes les portes pour laisser passer l’eau et d’abattre des murs pour sauver les maisons. Les soubassements des maisons furent emportés partout où ils n’estoient que de terres, et l’eau passoit comme un torrent dans ces maisons pour venir à la rivierre. Cette grosse eau dura quatre jours dans sa force, après lesquels elle commença à diminuer. On alla chercher dans les greniers ceux qui souffroient. On en trouva qui estoient sans pain depuis trois jours et d’autres qui attendoient la mort dans l’eau qui n’en pouvoient plus. Tous les animaux souffrirent extrêmement à l’eau jusques au ventre, laquelle estoit froide comme du venin. Ceux qui estoient à l’air, estoient couverts, mais ils avoient jour et nuit des gresleaux et neiges fondues sur le corps. Néanmoins, il en périt peu par le bon soin. L’eau venoit jusques entre les cimetières. Il périt à Croth un enfant. Tous les parterres d’Anet furent ruinés et le ravage très grand par tout le Royaume… »

— Le Mercier, Curé d’Ezy.

### L’inondation de 1787
« Il tomba dans le pays et dans les environs une quantité prodigieuse d’eau pendant le mois d’octobre et la moitié de celui de novembre de cette année 1787.
Le dix huit du mois de novembre nous eusmes une gelée très forte qui dura jusqu’au trois décembre, qui fut terminée par un dégel accompagné de pluie et la nuit du cinq au six de ce mois il tomba une pluie si abondante accompagnée d’éclair et de tonnerres qui dura depuis une heure jusqu’à cinq heures du matin, que le six au soir nous fumes assaillis par une inondation telle que depuis longtemps on en avait vu une semblable.
Elle dura jusqu’au douze au soir ; on ne pouvait aborder à l’église qu’a l’aide d’un bateau qui se promenait par les rues avec le bateau du pain a ceux qui n’en avaient point.
Plusieurs personnes firent des pertes considérables : l’année ayant été abondante en tous grains, plusieurs propriétaires avaient été obligés de mettre beaucoup de grains dans leur cour, qui fut en partie perdu par l’inondation.
Ce pays ci ne faisait qu’une seule pièce d’eau qui s’étend jusqu’aux parcs d’Anet, en sorte qu’on pouvait quitter l’un pour aller à l’autre que par le secours d’un bateau que l’on ne faisait aborder qu’avec beaucoup de difficultés à cause de la trop grande rapidité de l’eau.
Les petits ponts du parc d’Anet furent entraînés par les eaux.
Plusieurs villages où l’on manque très souvent d’eau dans l’été, étaient également inondés. Beaucoup de murs furent renversés. Ne vaudrait-il pas mieux qu’ils ayent dans l’été cette trop grande quantité d’eau qui les gesne dans cette saison ?
Si la répartition était égale, ils seraient heureux dans les deux saisons, loins d’etre malheureux ; mais n’oublions pas que l’homme propose et que Dieu dispose, et qu’il faut souffrir ce que l’on ne peut empescher.
C’est dans cette année que le presbitaire d’Ezy fut rebasti et je fit ajouter au bout du presbitaire une sacristie pour pourvoir à la conservation des ornements de mon église que j’aurais désiré garantir elle-même de l’humidité dans laquelle elle est, mais sa singulière construction m’empêche d’exécuter mes désirs.
Je m’occupe seulement d’en changer les dedans et d’une grange d’en faire au moins un lieu décent.
J’espère que mes successeurs m’auront l’obligation que je voudrais avoir a mes prédécesseurs, s’ils me l’avaient laissé comme je compte la laisser. Je viens d’y faire placer une chaire et un banc d’œuvre dont elle était dépourvue et lorsque la fabrique le pourra, je ferai le reste ; celle cy sera chargée de l’entretien de la sacristie que j’ai fait faire à mes frais. »

— NUGUES, Curé d’EZY.

## Politique et administration

### Tendances politiques et résultats
Pendant longtemps, Ezy-sur-Eure a eu une tradition de gauche. Les fabricants de peignes qui dominaient la vie municipale à la fin du XIXe siècle et au cours de la première moitié du XXe siècle étaient le plus souvent proches du radicalisme laïc tandis que leurs ouvriers ont adhéré très tôt au socialisme. Ainsi, aux élections législatives de 1885, la liste républicaine l'emporta sur la liste conservatrice dans une proportion de 9 à 1. En 1924, la liste du cartel des gauches obtint 40 %, la liste républicaine de gauche, 20 %, la liste communiste, conduite par deux ouvriers d'Ezy, 20 % et la liste de l'Entente républicaine (droite indépendante), 20 % également, alors même que dans le département de l'Eure, cette dernière liste est arrivée nettement en tête. Après la guerre, le Parti communiste s'imposa comme le premier parti de la commune. En 1951, la liste communiste (291 voix sur 995) devança la liste radicale-socialiste de Pierre Mendès-France (286) et la liste RPF conduite par Jean de Broglie (147 voix). La SFIO obtient 95 voix, les indépendants, 88 et le MRP, 28. En 1953, les radicaux et les indépendants s'associent aux élections municipales pour barrer la route aux communistes. En 1956, communistes (Plaisance) et radicaux (Mendès-France) obtinrent chacun autour de 30 % des voix. Les poujadistes, dont la tête de liste, M. Bauche était commerçant à Ezy (et conseiller municipal), un peu moins 20 %. Les indépendants (listes Laîné et de Broglie) recueillirent environ 12 %. En 1958, Jean de Broglie (CNI) devançait d'une voix Rolland Plaisance (PC) : 34,5 % chacun. Entre 1958 et 1976, la droite, sous la conduite du député Jean de Broglie, ne cessa de progresser. L'assistante de Jean de Broglie, Ysabel de Perthuis, fut pendant deux ans maire de la commune (1963-1965), la perdant de justesse en 1965, tout en demeurant au conseil municipal jusqu'en 1977. Jean de Broglie fut majoritaire aux deux seconds tours de 1967 et 1973, avec 53-54 % alors même que le Général de Gaulle n'avait obtenu que 49 % le 19 décembre 1965 face à François Mitterrand (40,2 % au 1er tour pour l'un comme pour l'autre, le général ayant une voix d'avance sur Mitterrand). Valéry Giscard d'Estaing l'emporta d'une poignée de voix en 1974 (631 contre 622) mais s'inclina de vingt voix en 1981 (725 contre 745 à François Mitterrand). La mairie était passée à gauche en 1977 ; la liste d'Henri Lecomte, directeur d'école publique, mendésiste, avait alors été entièrement élue face à liste du maire sortant Daniel Champeaux. Elle l'était demeurée de peu en 1983 ; avant de repasser à droite en novembre 1986 à l'occasion d'une élection anticipée provoquée par la dissolution du conseil municipal par le conseil des ministres. En 1988, François Mitterrand obtint 36,5 % au 1er tour (un peu plus de 570 voix) ; Jacques Chirac : 20,4 % (320 voix) ; Raymond Barre : 15,9 % (250 voix) et Jean-Marie Le Pen 15,4 % (242 voix), résultats proches de la moyenne nationale, comme en 1974 et en 1981. Au 2e tour, François Mitterrand l'emporta par 868 voix contre 710 (55 %).
À partir de la fin des années 1980, la commune connaît une évolution similaire aux zones rurales et surtout de la couronne périurbaine de l'aire urbaine de Paris : la droite est devenue nettement majoritaire (62 % au 2e tour de la présidentielle de 2007) ; le Front national gagne continument des électeurs : 15 % (1988, 1989), 22 % (1992), 21 % (1995), 25 % (2002), près de 30 % (2012), 32,2 % (2017).

À l'élection présidentielle de 2017, Marine Le Pen est arrivée en tête avec 32,2 % (644 voix) devant Emmanuel Macron (19,5%; 389 voix), François Fillon (17,9%, 357 voix), et Jean-Luc Mélenchon (16,1%, 321 voix). Nicolas Dupont-Aignan (6,7%, 135 voix) devançait Benoît Hamon (3,9%, 78 voix). Au second tour, Emmanuel Macron l'emporta de justesse, par 890 voix contre 864 (50,7%). Le nombre de suffrages exprimés était passé de 2 000 à 1 754, soit près de dix points de moins. 

### Liste des maires

#### Liste des maire de 1788 à 1944
- 1788 François GODEFROY
- 1792 François GODEFROY
- 1793 CABART
- 1800 Jean JOURDAIN
- 1828 Jacques NOË
- 1840 Jacques NOË
- 1846 Nicolas BOTTIER
- 1848 Nicolas BOTTIER
- 1855 Eugène VACHER
- 1855 André HÉRON
- 1858 André JOURDAIN
- 1870 Édouard PELTIER
- 1871 André JOURDAIN
- 1878 Zacharie ROUSSEL
- 1888 Léonidas MARÉCHAL
- 1901 Léonidas MARÉCHAL
- 1901 Ulysse LAVERTU
- 1919 Ulysse LAVERTU
- 1922 Gilbert BÉNIT
- 1925 Gilbert BÉNIT
- 1929 Octave LENOIR
- 1935 Octave LENOIR
- 1940 Jules FONTAINE
- 1944 Georges SAILLARD
- 1944 Georges SAILLARD

| Période | Période  | Identité             | Étiquette | Qualité    |
| ------- | -------- | -------------------- | --------- | ---------- |
| 1945    | 1953     | Georges Saillard     | Rad.      |            |
| 1953    | 1959     | Maurice Antoine      |           |            |
| 1959    | 1963     | Auguste Delille      |           |            |
| 1963    | 1965     | Isabelle de Perthuis | RI        |            |
| 1965    | 1977     | Daniel Champeau      | DVD       |            |
| 1977    | 1983     | Henri Lecomte        | Rad.      |            |
| 1983    | 1986     | Aimé Texier          | PS        |            |
| 1986    | 1998     | Jean Gatelais        | RPR       |            |
| 1998    | 2001     | Jean Morinet         | RPR       |            |
| 2001    | 2014     | Martine Rousset      | DVD       |            |
| 2014    | En cours | Pierre Leportier     | DVD       | Pharmacien |

## Démographie
L'évolution du nombre d'habitants est connue à travers les recensements de la population effectués dans la commune depuis 1793. Pour les communes de moins de 10 000 habitants, une enquête de recensement portant sur toute la population est réalisée tous les cinq ans, les populations de référence des années intermédiaires étant quant à elles estimées par interpolation ou extrapolation. Pour la commune, le premier recensement exhaustif entrant dans le cadre du nouveau dispositif a été réalisé en 2006.

En 2022, la commune comptait 3 653 habitants, en évolution de −0,14 % par rapport à 2016 (Eure : −0,25 %, France hors Mayotte : +2,11 %).
| 1793 | 1800 | 1806 | 1821 | 1831 | 1836 | 1841 | 1846 | 1851 |
| ---- | ---- | ---- | ---- | ---- | ---- | ---- | ---- | ---- |
| 703  | 725  | 844  | 742  | 860  | 848  | 870  | 870  | 831  |

| 1856 | 1861  | 1866  | 1872  | 1876  | 1881  | 1886  | 1891  | 1896  |
| ---- | ----- | ----- | ----- | ----- | ----- | ----- | ----- | ----- |
| 946  | 1 106 | 1 373 | 1 331 | 1 523 | 1 572 | 1 594 | 1 620 | 1 614 |

| 1901  | 1906  | 1911  | 1921  | 1926  | 1931  | 1936  | 1946  | 1954  |
| ----- | ----- | ----- | ----- | ----- | ----- | ----- | ----- | ----- |
| 1 716 | 1 789 | 1 816 | 1 687 | 1 763 | 1 854 | 1 867 | 1 913 | 1 849 |

| 1962  | 1968  | 1975  | 1982  | 1990  | 1999  | 2006  | 2011  | 2016  |
| ----- | ----- | ----- | ----- | ----- | ----- | ----- | ----- | ----- |
| 1 978 | 2 023 | 2 167 | 2 461 | 2 805 | 3 087 | 3 101 | 3 322 | 3 658 |

| 2021  | 2022  | - | - | - | - | - | - | - |
| ----- | ----- | - | - | - | - | - | - | - |
| 3 669 | 3 653 | - | - | - | - | - | - | - |

## Culture locale et patrimoine

### Lieux et monuments
- Musée des peignes et parures d'Ezy, du XVIIe au  XXe siècle[26]
- Église Saint-André[27],  Label « Patrimoine du XXe siècle »[28].
Sans clocher, elle a été construite sur le modèle des « dimières » de Normandie par l'architecte Maurice Novarina en 1960. Un campanile jouxtant cette église a été édifié en 2010 et les cloches (Marie Julie : 430 kg et Marie Reine de la Paix : 120 kg) ont sonné pour la messe du 24 décembre 2010 à 19 heures précises[29]. Les vitraux en dalles de verre sont l'œuvre de Raoul Ubac. Le vitrail pour la chapelle du matin en dalle de verre est d'Elvire Jan. Enfin, au titre du mobilier, on trouve un christ[30] de Louis Chavignier.
- Pont Saint-Jean sur l'Eure remontant à 1705 et long de 98 mètres, à la frontière avec l'Eure-et-Loir (commune de Saussay) .

### Personnalités liées à la commune
- Maurice-Raymond de Brossard (1909-1997), amiral français. Il a été l'un des pères de l'aéronavale française en faisant passer la Marine de son étape d'aérostier à celle de détentrice de porte-avions grâce à des idées ingénieuses et une ardeur au travail jamais démentie. Il a été « combattant, découvreur, écrivain, académicien, peintre, serviteur de la France ».
- Paul Meurisse (1912-1979) y épouse Micheline Truyen, dite Micheline Cheirel, le 6 août 1951.
- Louis Chavignier (1922-1972), sculpteur, réalisateur du Christ[31] de l’église d’Ezy.
- Marc Garanger (1935-2020), photographe et cinéaste français, né à Ezy.
- Léon Hulin (1861-1939), Pionnier de l’industrie électrolytique française[réf. nécessaire], fils de Félix Hulin né à Ezy (Eure) le 14 juin 1861, mort en cette même ville le 24  août 1939.
- Abel Lefèvre (1870-1948), journaliste, imprimeur, député, sénateur. Il est à l'origine des progrès réalisés après la grande guerre dans le département de l'Eure : électrification des campagnes, adduction d'eau, etc.
- Frédéric Passy (1822-1912), châtelain d'Ezy de 1847 à 1875, savant économiste, membre de l'Institut, homme politique, il se voua à ce qui devait être la grande idée de sa vie : « la paix par l'arbitrage entre nations », et fit de l'organisation de la paix un véritable apostolat. Suprême hommage, il reçut en 1901, le premier prix Nobel de la paix, avec Henri Dunant, fondateur de la Croix-Rouge.
- Alfred Veillet (1882 à Ezy - 1958), artiste peintre de l'École française qui peignit notamment des paysages. Vécut à Rolleboise où il est inhumé. Un paysage de Vétheuil sous la neige fut acquis par l'État en 1952[réf. nécessaire].
- François-Frédéric Guy (né en 1969 à Vernon), pianiste, a passé son enfance à Ezy, où ses parents étaient professeurs au collège Claude-Monet.
- François Da Rocha Carneiro (né en 1970 à Rueil-Malmaison), historien, a passé son enfance à Ezy. Il est l'auteur de plusieurs ouvrages sur l'histoire du football dont Une histoire de France en crampons qui a obtenu le prix du document sportif 2022.

### Héraldique
| Armes d'Ezy-sur-Eure | Les armes d'Ezy-sur-Eure se blasonnent ainsi : d'argent, au lion de sable armé, et lampassé de gueules Ce blason était celui de Louis des Brosses, seigneur de Bastigny, patron d'Ezy en 1645 à cause du fief de Sassay que son épouse Marie des Bourges lui avait apporté en dot en 1621. |